# Nagore Calderón Rodríguez
Nagore Calderón Rodríguez (Madrid, 2 de juny de 1993) és una centrecampista de futbol internacional amb Espanya, amb la qual va arribar als quarts de final de l'Eurocopa (2013). Amb la selecció sub-17 va guanyar una Eurocopa i arribar a les semifinales del Mundial 2010, i a nivel de clubs ha guanyat una Copa de la Reina amb l'Atlético.

## Trajectòria
| Temporades    | Equip              | Títols |
| ------------- | ------------------ | ------ |
| 09/10 - 15/16 | Atlético de Madrid | 1 Copa |
| 16/17 - act.  | Llevant UE         |        |